# Ricard Pagès Font
Ricard Pagès Font (1949) estudió Ciencias Económicas en la Universidad de Barcelona y es Diplomado de P.D.G por la escuela de negocios IESE de la Universidad de Navarra.

## Biografía
Inició su vida laboral en el Banco de Vizcaya en 1974 y el año 1978 se incorporó a Caixa Penedès con el encargo de crear la primera estructura organizada en zonas. En 1983 fue nombrado subdirector general y en 1988 director general adjunto, etapa en la que Caixa Penedès llegó a ocupar el tercer lugar en el mundo de las cajas catalanas. El año 1996 asume la Dirección General del Grupo Caixa Penedès y, desde diciembre de 2010, compaginó este cargo con el de vicepresidente ejecutivo primero del Grupo BMN. A partir de junio de 2011 ejerció de presidente de Caixa Penedès y de vicepresidente ejecutivo primero del Grupo BMN.

## Condena
El 24 de noviembre de 2011 fue destituido de forma fulminante junto al director general, Manuel Troyano, después de conocerse que ambos tenían, junto a otros dos exdirectivos -el ex director general Joan Caellas y el exdirector de recursos humanos Jaume Jorba ya fallecido—, un plan de pensiones asegurado valorado conjuntamente en más de 20 millones de euros.
La Fiscalía Anticorrupción ha pedido tres años y medio de prisión para el ex director general de Caixa Penedès Ricard Pagès Font, y tres años para los exdirectivos Manuel Troyano Molina, Santiago José Abella Rodríguez y Juan Caellas Fernández, por adjudicarse planes de pensiones millonarios.
El 29 de mayo de 2014 Ricard Pagès fue condenado a dos años de cárcel como exdirector de Caixa Penedès. Esta es la primera resolución de un juicio contra el saqueo de las cajas de ahorros en España. También condenó a un año para cada uno de los tres principales miembros de su cúpula en Caixa Penedès por un delito continuado de administración desleal. Los cuatro exdirectivos de la caja, ahora desaparecida, consiguieron una sustancial rebaja de la pena en el último momento, tras admitir el delito ante la Audiencia Nacional y devolver 28,6 millones de euros de los 30,6 millones de sus planes de pensiones.